# Cœur parapluie
Albums de Hoshi
Étoile flippante
(2021)
Singles
1. Mauvais Rêve
Sortie : 14 avril 2023
2. Je partirai[1]
Sortie : 26 mai 2023
3. Ne saute pas (feat. Calogero)[2]
Sortie : 7 juin 2024
4. Tu vas me quitter encore longtemps ?
Sortie : 18 octobre 2024

Cœur parapluie est le quatrième album de Hoshi sorti le 1er septembre 2023.
Une réédition de l'album est sortie le 25 octobre 2024 sous le nom de Cœur papillon.

## Liste des pistes
| 1.  | Mauvais Rêve                     | 3:59 |
| 2.  | Je partirai                      | 3:15 |
| 3.  | Puis t'as dansé avec moi         | 3:37 |
| 4.  | Superstar (feat. Izïa)           | 3:14 |
| 5.  | Si j'crois plus en l'amour       | 3:25 |
| 6.  | Marcel                           | 4:33 |
| 7.  | Neige sur le sable               | 3:15 |
| 8.  | Effrayante                       | 2:53 |
| 9.  | Ne saute pas (feat. Calogero)    | 3:56 |
| 10. | Ivresse jeunesse                 | 3:22 |
| 11. | Tu me manques même quand t'es là | 3:16 |
| 12. | Réveille-toi                     | 2:58 |
| 13. | J'ai appris                      | 3:02 |

| 1. | Papillon                             | 3:58 |
| 2. | Quel temps fait-il dans ton cœur ?   | 3:25 |
| 3. | Tu vas me quitter encore longtemps ? | 3:51 |
| 4. | Il pleuvait, elle pleurait           | 3:52 |
| 5. | Si j'étais un garçon                 | 4:00 |
| 6. | Je partirai (Unplugged)              | 3:31 |
| 7. | Puis t'as dansé avec moi (Unplugged) | 3:54 |
| 8. | Mauvais Rêve (28 ans)                | 4:19 |

## Clips vidéos
- Mauvais Rêve : 14 avril 2023[5]
- Je partirai : 12 juillet 2023[6]
- Marcel : 11 octobre 2023[7]
- Puis t'as dansé avec moi : 27 novembre 2023[8]
- Tu vas me quitter encore longtemps ? : 17 octobre 2024[9]

## Titres certifiés en France
- Mauvais Rêve  Or[10]
- Puis t'as dansé avec moi  Or[11]
- Je partirai  Or[12]

## Certifications et classements

### Classements
| Classement (2023)            | Meilleure position |
| ---------------------------- | ------------------ |
| Belgique (Wallonie Ultratop) | 9                  |
| France (SNEP)                | 2                  |
| Suisse (Schweizer Hitparade) | 66                 |

### Certifications et ventes
| Région        | Certification | Ventes/Streams |
| ------------- | ------------- | -------------- |
| France (SNEP) | Platine       | 100 000        |